# 托馬斯 (伊利諾伊州)
托馬斯（英語：Thomas）是位於美國伊利諾伊州比羅縣的一個非建制地區。該地的面積和人口皆未知。

## 地理
托馬斯的座標為41°30′49″N 89°49′10″W / 41.51361°N 89.81944°W，而該地的平均海拔高度為191米（即627英尺）。